# Saleilles
Saleilles (katalanska: Salelles) är en kommun i departementet Pyrénées-Orientales i regionen Occitanien i södra Frankrike. Kommunen ligger i kantonen La Côte Radieuse som tillhör arrondissementet Perpignan. År 2022 hade Saleilles 5 724 invånare.

## Befolkningsutveckling

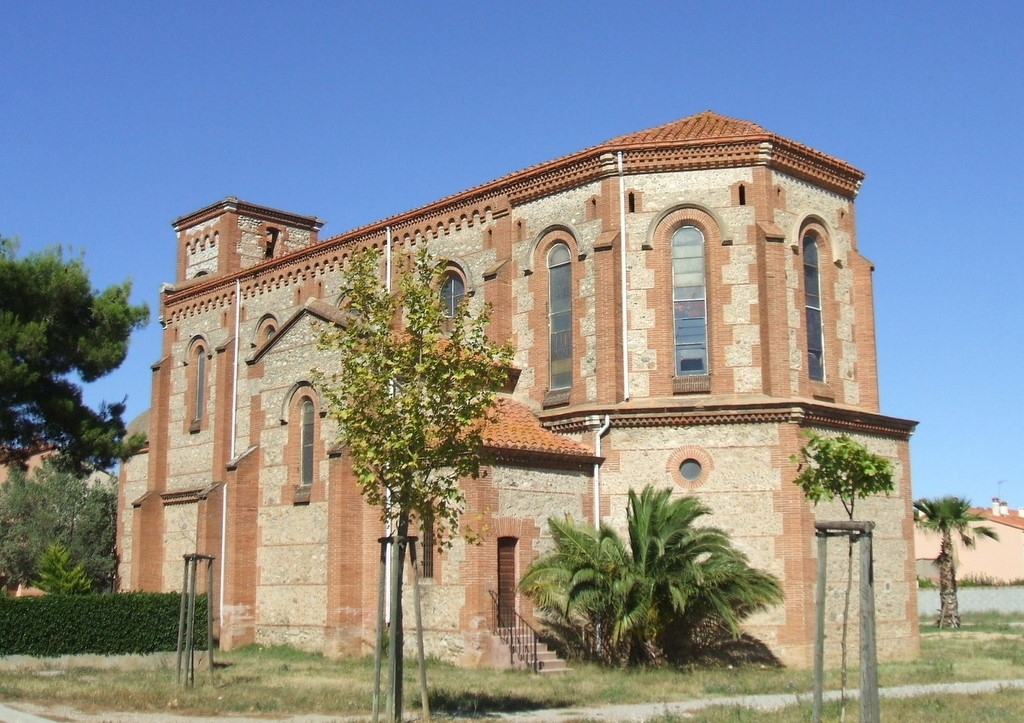
Kyrkan

Antalet invånare i kommunen Saleilles
| Referens: INSEE |